# BSC BB-Berlin
Der Bogensportclub BB-Berlin ist ein deutscher Bogensportclub, der 1968 als Abteilung der Sportgemeinschaft Bergmann-Borsig gegründet wurde und heute einen eigenständigen Verein bildet. Er stellt eine Reihe an Olympiamedaillengewinnern, Welt- und Europameistern u. a. Lisa Unruh und Elena Richter. Der Verein ist in der Saison 2017/18 mit der ersten Mannschaft in der ersten Bundesliga Nord und durch den Zweitligaabstieg der zweiten Mannschaft in der Regionalliga Ost des Deutschen Schützenbundes vertreten.